# Hand on Your Heart
Hand on Your Heart è un brano musicale della cantante australiana Kylie Minogue, pubblicato nel 1989 come singolo estratto dal suo secondo album in studio Enjoy Yourself. La canzone è stata prodotta da Stock, Aitken & Waterman.

## Video
Il video è stato girato e ambientato a Melbourne.

## Tracce
CD
1. Hand on Your Heart (The Great Aorta Mix) – 6:26
2. Just Wanna Love You – 3:34
3. It's No Secret (Extended) – 5:30

Cassetta
1. Hand on Your Heart – 3:51
2. Just Wanna Love You – 3:34
3. Hand on Your Heart (The Great Aorta Mix) – 6:26

7"
1. Hand on Your Heart – 3:51
2. Just Wanna Love You – 3:34

12"
1. Hand on Your Heart (The Great Aorta Mix) – 6:26
2. Just Wanna Love You – 3:34
3. Hand on Your Heart (Dub) – 5:33